# 諾基亞Asha 303
諾基亞Asha 303是諾基亞生產的直立式功能手機，2011年10月26日發布。

## 規格
| 類型     | 功能手機                                                                |
| 手機規格 | 直立式                                                                  |
| 尺寸     | 高度：116.5（4.59英寸）；寬度：55.7（2.19英寸）；厚度：13.9（0.55英寸） |
| 重量     | 99.0克（3.49盎司）                                                      |
| 操作系统 | Series 40（Nokia OS）                                                   |
| 電池     | 1300 mAh                                                                |
| 顯示器   | 2.6英寸（66）                                                           |

## 外部連結
- （英文）諾基亞Asha 303——全球

Template:Nokia asha series